# Каймаша
Каймаша́ (рос. Каймаша, башк. Ҡаймаша) — присілок у складі Янаульського району Башкортостану, Росія. Входить до складу Іткінеєвської сільської ради.
Населення — 224 особи (2010; 222 у 2002).
Національний склад:
- удмурти — 97 %